# Виелсалм
Виелсалм (на френски: Vielsalm) е селище в Южна Белгия, окръг Бастон на провинция Люксембург. Населението му е около 7300 души (2006).